# Frie Verbrugge
 Frie Verbrugge (Oostburg, 21 maart 1945 – Roosendaal, 25 februari 2018) was een Nederlands politiek activist. Hij stond in de jaren zeventig, tachtig en negentig bekend als sturende kracht van de Nederlandse afdeling van Voorpost, een beweging die streeft naar het samengaan van Nederland en Vlaanderen. Voorpost wordt door de Nederlandse inlichtingendienst AIVD als extreemrechts aangeduid.

## Levensloop
Verbrugge was enig kind en groeide op in Zeeuws-Vlaanderen. Zijn moeder was nationalist en heeft hem politiek en maatschappelijk beïnvloed. Na zijn huwelijk verhuisde hij richting Hoeven in West-Brabant. Hij werkte zijn voltallig werkzame leven als projectleider in de woning- en wegenbouw. 

## Politiek activisme
Eind jaren zeventig werd Verbrugge sturende kracht achter de Nederlandse werking van Voorpost. In een lastig klimaat voor rechtse organisaties, trachtte men via informatiekraampjes, advertenties en het eigen tijdschrift de politieke opvattingen te verspreiden. Dit betrof de Nederlandse gedachte van het samengaan van Nederland en Vlaanderen, steun aan de Afrikaners in Zuid-Afrika (ten tijde van apartheid) en tegen de massale immigratie. Frie Verbrugge bleef tot en met midden jaren negentig een prominente rol vervullen bij Voorpost in Nederland en verdween daarna uit het bestuur.

## Overlijden
Verbrugge overleed op 72-jarige leeftijd in een verzorgingstehuis te Roosendaal na een aantal jaren ziek te zijn geweest.  